# Heinrich Häberlin

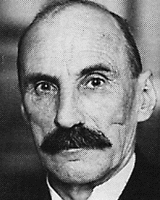

Heinrich Häberlin (Weinfelden, 6 september 1868 - Frauenfeld, 26 februari 1947) was een Zwitsers politicus.
In 1887 begon hij met een studie rechten aan de Universiteit Zürich, die hij later in Leipzig en Berlijn voortzette. In 1891 promoveerde hij en in 1892 opende hij een advocatenkantoor in Weinfelden. In 1894 vestigde hij zich als advocaat in Frauenfeld. Van 1899 tot 1920 was hij president van de districtsrechtbank van Frauenfeld.
Van 1908 tot 1915 was hij voorzitter van de Vrijzinnig-Democratische Partij (FDP) van het kanton Thurgau. Van 1911 tot 1920 was hij lid van het Centrale Comité van de federale FDP. Van 1904 tot 1920 was hij lid van de Nationale Raad (federaal parlement) en van 1918 tot 1919 was hij voorzitter van de Nationale Raad. Van 1905 tot 1920 was hij tevens lid van de kantonnale raad van Thurgau. Hij bekleedde het ambt van voorzitter van de Thurgauer kantonnale raad 1909-1910 en 1915-1916.
Van 12 februari 1920 tot 30 april 1934 was Häberlin lid van de Bondsraad. Tijdens zijn ambtsperiode beheerde hij het Departement van Justitie en Politie. Hij zette zich vooral in voor de Zwitserse landsverdediging en hij verbeterde het strafrecht.
In 1925 en in 1930 was hij vicepresident, in 1926 en in 1931 was hij bondspresident.
Na zijn ambtsperiode in de Bondsraad was Häberlin van 1939 tot 1944 voorzitter van de culturele vereniging Pro Helvetia en van 1936 tot 1946 was hij voorzitter van de Eidgenössische Natur- und Heimatschutzkommission (Federale Natuurbeschermingscommissie).
Van 1924 tot 1937 was Häberlin lid van het stichtingsbestuur van Pro Juventute (een kinderstichting die zich onder andere verdienstelijk maakte bij de bestrijding van tuberculose, maar haar naam was ook verbonden met de verplichte uithuisplaatsingen van zigeunerkinderen). Van 1921 tot 1947 was hij tevens lid van het stichtingsbestuur van de Ulrico Hoepli Stichting (cultuurstichting).